# Hero en Leander

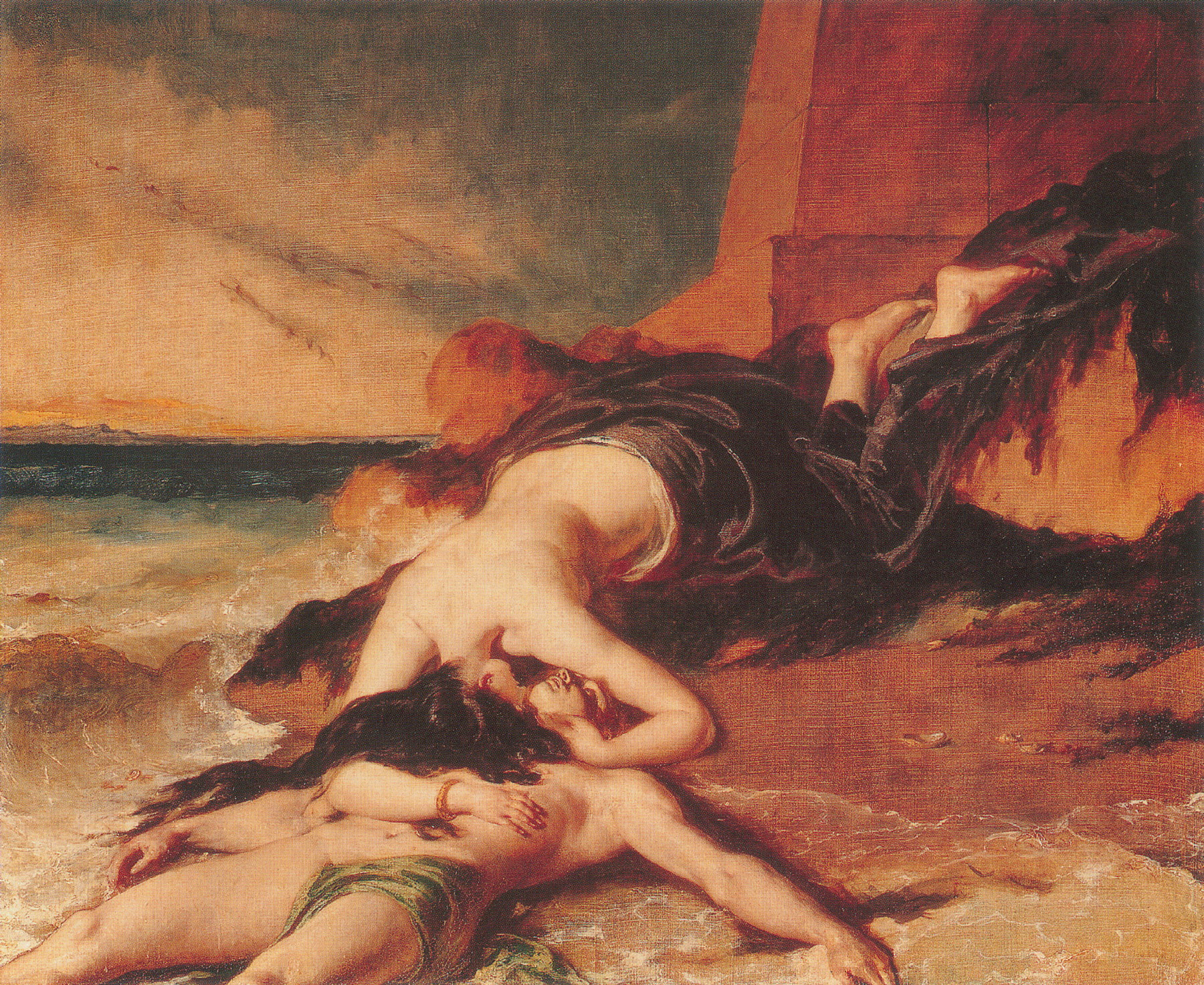
Hero en Leander door William Etty (1829)

Hero en Leander is een liefdespaar uit de Griekse mythologie. Het verhaal over hun tragische liefde is onder meer door Ovidius in zijn Heroides verteld, en later door Christopher Marlowe in Hero and Leander en door Lord Byron in The Bride of Abydos.

## Verhaal
Leander, een jongen uit Abydus (een stad aan de Aziatische kant van de Hellespont (de huidige Dardanellen)), is tijdens een religieus festival verliefd geworden op Hero, een knappe priesteres van Aphrodite, die woont in Sestus (een stad aan de Europese kant van de Hellespont). Iedere nacht zwemt hij de zee-engte over (een afstand van ongeveer 1300 m) om in Sestus zijn beminde Hero te bezoeken.
Tijdens een stormachtige nacht dooft de fakkel die Hero op een torentje van haar huis altijd aansteekt om haar geliefde te leiden. Daardoor vindt Leander de kust niet en verdrinkt. Als Hero de volgende ochtend het lijk van Leander aan de voet van de toren ziet liggen, werpt zij zich van verdriet vanuit haar toren in de zee en verdrinkt eveneens.
Dit thema vindt men ook terug in het lied Het waren twee koningskinderen.